# Gnophos siberiata
Gnophos siberiata là một loài bướm đêm trong họ Geometridae.